# بلبل زرین‌تاب
بلبل زرین‌تاب یا بلبل زردفام (نام علمی: Pycnonotus flavescens) نام یک گونه از سرده بلبل‌ها است.

## نگارخانه

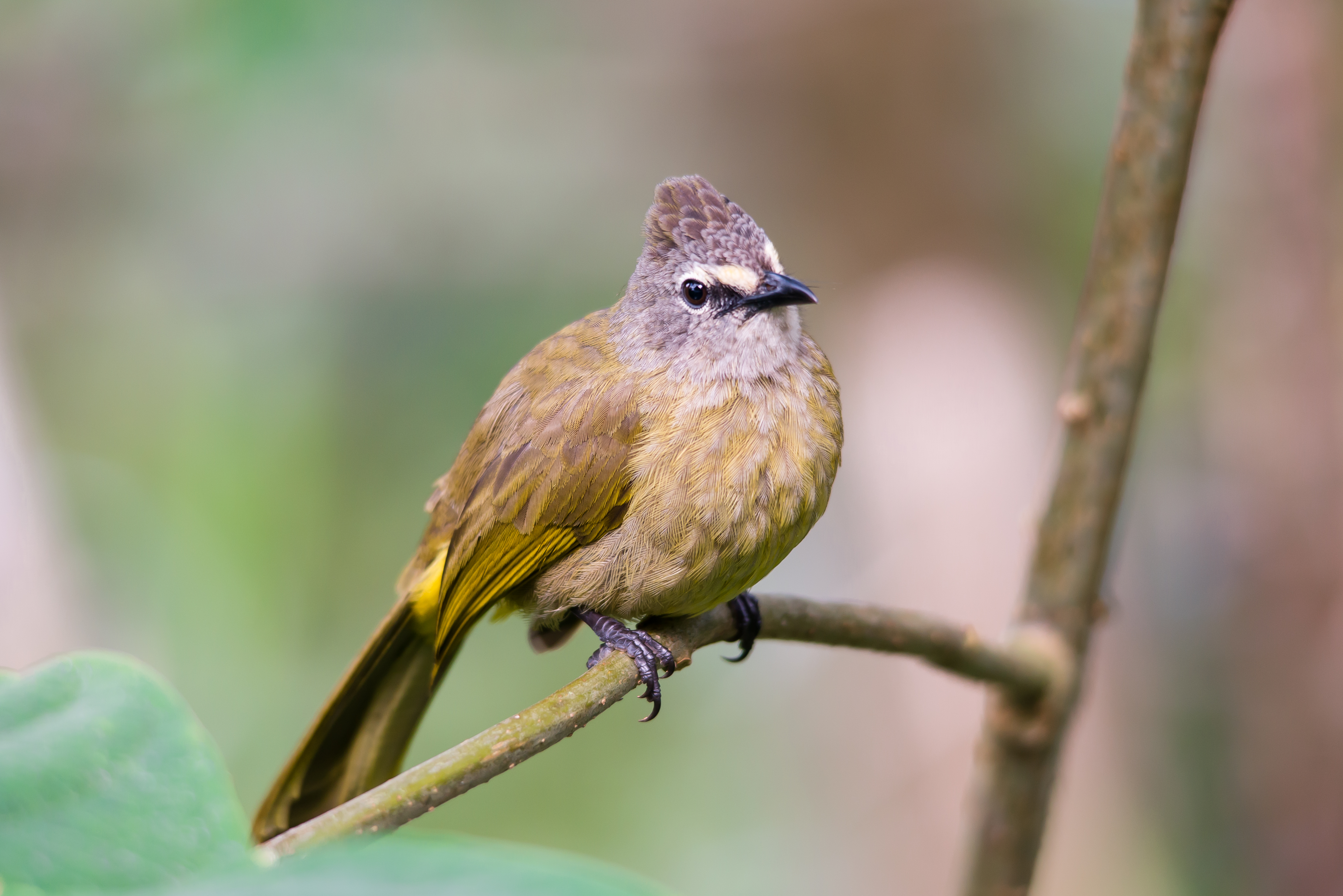
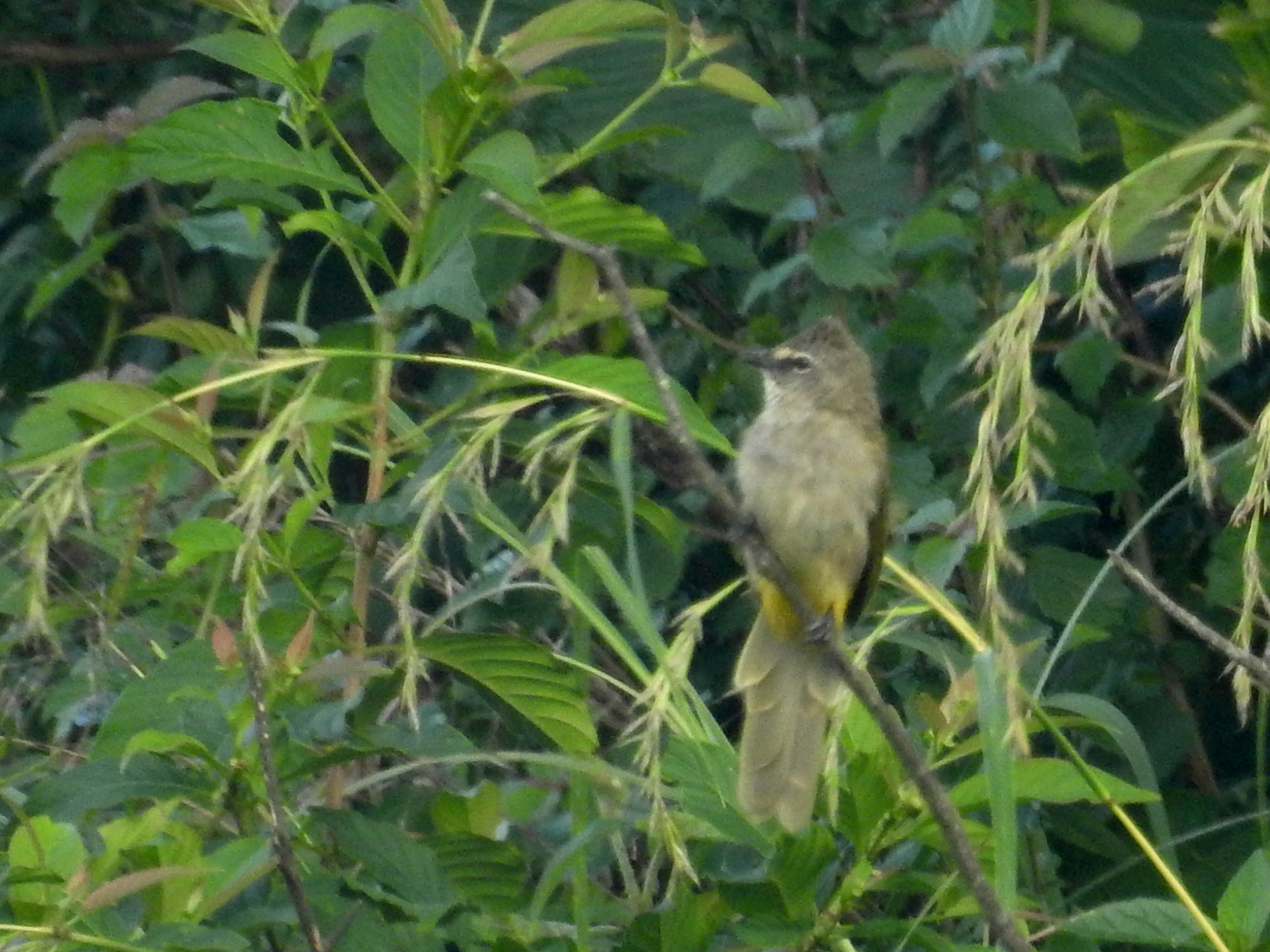